# 정재호 (1930년)
정재호(鄭在虎, 1930년 12월 18일 ~ )는 대한민국의 언론 출신 정치인이다. 경향신문 정치부장 출신으로 제9·10대 국회의원을 지냈다.
출생지는 경북 대구, 본관은 동래이다.

## 학력
- 청구대학 문과 수료
- 서라벌예술대학 문예창작과 수료
- 성균관대학교 행정대학원 수료

## 약력
- 세계통신, 민국일보, 서울신문 정치부 기자
- 경향신문 정치부 기자, 정치부장, 편집부국장, 상임논설위원
- 제8대 국회의장 비서실장
- 1973년 ~ 1979년 : 제9대 국회의원 (유신정우회)
- 1979년 ~ 1980년 : 제10대 국회의원 (유신정우회)
- 유신정우회 원내부총무, 대변인, 홍보위원회 위원장
- 중앙홍보문제연구소 이사장
- (주)한국경영정보센터(KMIC) 회장
- 자유민주민족회의 상임의장 겸 대변인
- 한국부동산경제신문 회장
- 대구일보 편집고문
- 대한언론인회 논설위원
- 대한민국헌정회 부회장, 고문
- (주)SEOUL POST 회장 겸 주필
- 민족중흥회 회장

## 역대 선거 결과
|  | 0% |

|  | 0% |

## 같이 보기
- 문태갑